# Black Christmas (2019)
Black Christmas ist ein US-amerikanischer Horrorfilm von Sophia Takal aus dem Jahr 2019. Es ist nach dem gleichnamigen Film (2006) das zweite Remake des Horrorfilms Jessy – Die Treppe in den Tod (1974).

## Handlung
Auf dem Heimweg wird die Studentin Lindsey vom Hawthorne College von einer maskierten Person mit einem Eiszapfen aufgespießt. Zuvor erhielt sie einige Droh-Nachrichten über ein Social-Media-Netzwerk. Der Rest des Hawthorne College bereitet sich auf die Weihnachtsferien vor. Riley Stone ist eine Studentin der Sorority (dt. Studentinnenverbindung) Mu Kappa Epsilon (ΜΚΕ) am College und kämpft immer noch damit, von Brian Huntley, dem ehemaligen Präsidenten der Fraternity (dt. Studentenverbindung) Delta Kappa Omicron (DKO), vergewaltigt worden zu sein. Ihre Schwestern Kris, Marty, Jesse und Helena nehmen an einer DKO-Talentshow teil. Kris hat den Zorn der DKO-Bruderschaft und von Professor Gelson auf eine Petition von ihr gezogen, in der sie beantragte, die Büste des Universitätsgründers und berüchtigten Frauenfeinds Calvin Hawthorne aus dem Hauptgebäude zu entfernen und aufgrund eines weiteren Antrags auf Entlassung von Gelson, weil er sich weigerte, von Frauen geschriebene Bücher zu unterrichten. Riley erfährt, dass Brian wieder in der Stadt sein wird, um der Talentshow beizuwohnen.
Die Gruppe erreicht die DKO-Bruderschaft, wo Riley einen Blick auf ein seltsames Aufnahmeritual der Bruderschaft erhascht, das eine schwarze Flüssigkeit beinhaltet, die aus der Büste von Calvin Hawthorne auszutreten scheint. Sie stolpert über Helena, die auf einem Zimmer von einem der Verbindungsjungen sexuell bedrängt wird, rettet sie und nimmt Helenas Platz in der Talentshow ein. Als sie Brian in der Menge sieht, spielt sie mit ihren Schwestern ein Lied, in dem sie die Vergewaltigungskultur der Bruderschaft anprangert und erklärt, dass Brian sie vergewaltigt hat. Währenddessen wird Helena von einer maskierten Person entführt. Die Mädchen erhalten bedrohliche Social-Media-Nachrichten von einem User namens "Calvin Hawthorne", ähnlich denen, die Lindsey vor ihrer Ermordung erhalten hatte. MKE-Mitglied Fran wird von dem maskierten Mann getötet. Riley hat eine seltsame Begegnung mit Gelson, wo sie eine Liste der MKE-Mitglieder in seinen Papieren findet.
Am Abend wird Jesse im MKE-Haus ermordet, ihr Körper wird auf dem Dachboden zurückgelassen. Kurz danach werden Riley, Kris und Marty von einem maskierten Angreifer angegriffen, der Marty verletzt. Kris entdeckt Jesses Leiche, während Martys Freund Nate eintrifft und ebenfalls ermordet wird. Riley tötet den maskierten Mann, aber die Mädchen werden von zwei weiteren maskierten Männern angegriffen. Marty stirbt, während Riley und Kris einen der Angreifer töten. Sie nehmen seine Maske ab und entdecken, dass aus seinen Wunden statt Blut dieselbe schwarze Flüssigkeit wie aus der Büste im DKO-Haus austritt. Riley identifiziert ihn als einen DKO-Anwärter, den sie beim Ritual gesehen hat.
Das Paar entkommt in Nates Auto und Riley vermutet, dass Hawthorne, der dafür bekannt war, sich mit schwarzer Magie zu beschäftigen, für die Morde über seine Büste und die schwarze Flüssigkeit verantwortlich ist. Kris schlägt vor, dass sie zur Polizei gehen, aber Riley verlangt, dass sie zur Bruderschaft gehen, um zu kämpfen. Sie streiten und trennen sich. Riley trifft auf dem Weg Landon, einen Bekannten, welcher grade auf dem Weg zum MKE-Haus ist und bittet ihn, ihr zu helfen, in das DKO-Haus zu gelangen. Kris entdeckt, dass auch die Häuser anderer Schwesternschaften von DKO-Anwärtern angegriffen wurden, wobei auch der Campus-Sheriff getötet wurde, und rettet sie. Im DKO-Haus überzeugen die DKO-Brüder Landon am Aufnahmeritual teilzunehmen. Riley entdeckt Helena, die gefesselt, aber lebendig ist. Riley wird dann von einem DKO-Mitglied bewusstlos geschlagen.
Sie erwacht an einen Stuhl gefesselt in Gegenwart von Gelson, Brian und den anderen Verbindungsbrüdern konfrontiert. Gelson erklärt, dass nachdem Kris den Umzug der Büste ins DKO-Haus erzwungen hatte, die DKO-Brüder Hawthornes Plan, mit einem Zauber und der schwarzen Flüssigkeit das Patriarchat wiederherzustellen, entdeckt haben und mit der Umsetzung begangen. Die Flüssigkeit erlaubt es dem der Büste innewohnenden Geist von Hawthorne, von den Anwärtern der Bruderschaft besitzt zu ergreifen und sie auszusenden, um Frauen zu ermorden, die sich nicht auf die ihnen zugedachte Rolle beschränken möchten. Es wird offenbart, dass Helena heimlich mit der Bruderschaft zusammengearbeitet und ihren Schwestern Gegenstände gestohlen hat, die es den besessenen Anwärtern ermöglichten, ihre Ziele zu lokalisieren. Einer der Anwärter ermordet Helena trotz ihrer Bereitschaft, eine „gute Frau“ zu sein. Die überlebenden Schwestern treten ein und kämpfen gegen die Bruderschaft. Riley überwältigt Brian und zerschmettert die Hawthorne-Büste, wodurch der Zauber aufgehoben wird. Kris setzt Gelson in Brand und die Frauen und der wieder zur Besinnung gekommene Landon fliehen, sperren die Brüder ein und lassen sie verbrennen.
In einer Mid-Credit-Szene leckt die Katze, die das Haustier der MKE-Schwestern war, die schwarze Flüssigkeit.

## Produktion
Im Juni 2019 wurde bekannt, dass Jason Blum zusammen mit Adam Hendricks vom Studio Divide / Conquer und Ben Cosgrove über sein Studio Blumhouse Productions ein Remake des Films Jessy – Die Treppe in den Tod (Originaltitel: Black Christmas) von 1974 produzieren würde.
Im Juni wurde Sophia Takal als Regisseurin des Films bekannt gegeben. Zuvor hatte sie mit Blum bereits bei seiner Serie Into the Dark für Hulu gearbeitet. Imogen Poots, Aleyse Shannon, Brittany O’Grady, Lily Donoghue und Caleb Eberhardt wurden als Cast bekannt gegeben. Im selben Monat wurde Cary Elwes zur Besetzung hinzugefügt.
Takal lag daran, diese Black Christmas-Vision so feministisch wie möglich zu gestalten. In einem Interview erklärte sie: „Ich wollte einen Film machen, in dem sich das Publikum gesehen fühlte, anstatt sich objektiviert oder aus der Ferne gesehen zu fühlen.“ Es ist der erste Black Christmas-Film, in dem Bob Clark nicht in den Produktionsprozess involviert war, da dieser 2007 verstarb. Clark hatte beim 1974er-Original von Jessy – Die Treppe in den Tod sowohl die Regie als auch die Produktion übernommen und war ausführender Produzent des 2006er-Remakes mit Michelle Trachtenberg.

## Rezeption
- Lexikon des internationalen Films: „Der Slasher interessiert sich allerdings nicht wirklich für Genderfragen, sondern nimmt eine eher unfreiwillig komische Wende ins Übersinnliche. Das eindimensionale Remake eines Horrorfilms aus dem Jahr 1974 bedient unterhinterfragt die Klischees des Metzel-Genres und verspielt alle interessanteren Ansätze.“[8]